# Neotunga euloidea
Neotunga euloidea är en loppart som beskrevs av Smit 1962. Neotunga euloidea ingår i släktet Neotunga och familjen Tungidae. Inga underarter finns listade i Catalogue of Life.